# RD Group
RD Group  — международная девелоперская группа компаний. Штаб-квартира компании расположена в Москве.

## История
Компания основана в 1994 году. Первым проектом RD Group стала реконструкция одного из административных зданий МГУ им. М. В. Ломоносова, которое было построено в 1890-х годах в Романовом переулке. Реконструкция здания была завершена в 1996 году и с этого момента функционирует в качестве бизнес-центра «Романов Двор». Реализацией проекта занималась дочерняя компания RD Group — RD Construction Management Эксплуатацией здания занимается другая дочерняя компания — RD Management. В 2005 году компания завершила реконструкцию Ректорского Дома в Москве по адресу ул. Тверская, 5а. Здание представляет собой особняк XVIII века, который являлся городской усадьбой князей Волконских. Впоследствии здание перешло к Московскому государственному университету М. В. Ломоносова, где располагалась служебная квартира ректора Университета, а также профессорского состава. Отсюда пошло название «Ректорский дом». Позже здесь располагалась редакция журнала «Телескоп», напечатавшего первое «Философическое письмо» Петра Чаадаева. В этом доме жили Виссарион Белинский и Николай Надеждин.
С 2006 года в Люксембурге работает европейское представительство группы компаний — RD Group S.A., которое возглавляет Всеволод Ямпольский.
В 2008 году RD Group завершила строительство второго корпуса бизнес-центра «Романов Двор» — «Романов Двор II». В этом же году был создан фонд прямых инвестиций Romanov Property Holdings Fund, который инвестирует средства в проекты коммерческой недвижимости класса «А». В 2009 году в Люксембурге было завершено строительство элитного жилого комплекса Val Des Roses (Долина Роз). В 2011 году в портфель RD Group вошел торговый центр Dream House в Барвихе. В 2012 году в RD Group вошла проектная и управляющая компания «Би Ди Джи» (Aurora Group и BDGworkfutures Russia & CIS), которая переименована в RD Studio. В этом же году RD Group приобрела 40 % ТЦ «Времена года» на Кутузовском проспекте.
RD Group приняла участие в восстановлении Народной обсерватории в ЦПКиО им. М. Горького, которая была открыта для посетителей 27 сентября 2012 года. На средства компании был приобретен зеркально-линзовый телескоп Celestron CGE PRO 1400HD, весом 110 кг.

## Собственники и руководство
Глава представительства RD Group в России — Роман Владимирович Ткаченко
Генеральный директор RD Group S.A. -Всеволод Борисович Ямпольский
Президент Холдинга RD Group - Гагик Адибекян
Вице-президент Холдинга RD Group - Лилит Адибекян

## Деятельность
Через дочерние компании RD Group осуществляет полный цикл девелопмена: инвестиции, проектирование и строительство, fit-out, эксплуатация. Основное направление — офисная и торговая недвижимость. Крупнейшие проекты — реконструкция гостиницы «Арктика» в Мурманске,, реставрация «Ректорского дома», эксплуатация знаковых бизнес-центров Москвы.